# Kathleen Mary Spagnolo
Kathleen Mary Spagnolo (nascida em 1919) é uma artista americana.
O seu trabalho encontra-se incluído nas colecções do Museu Smithsoniano de Arte Americana, do Museu de Arte da Universidade do Arizona e do Museu de Arte da Universidade de Georgetown.